# Nodar Jorjik'ia
Nodar Jorjik'ia (in georgiano ნოდარ ჯორჯიკია?; Kutaisi, 15 novembre 1921 – Kutaisi, 2 giugno 2008) è stato un cestista sovietico.

## Carriera
Con l'Unione Sovietica ha vinto la medaglia d'argento ai Giochi olimpici di Helsinki del 1952.

## Palmarès
- Campionato sovietico: 1

Armia Tbilisi: 1946